# 1800 Club
El 1800 Club es un rascacielos residencial, ubicado en el barrio Edgewater de Miami, Florida, Estados Unidos. Su construcción culminó en 2007. El edificio está localizado al este del bulevar Biscayne y frente al Margaret Pace Park y la Bahía Vizcaína. Tiene una altura de 129 m de alto y dispone de cuarenta pisos. Los primeros cinco pisos son ocupados por minoristas, mientras que los pisos restantes corresponden a apartamentos y condominios residenciales.
En 2002 obtuvo el Premio de Diseño de la SARA por su diseño arquitectónico.

## Galería

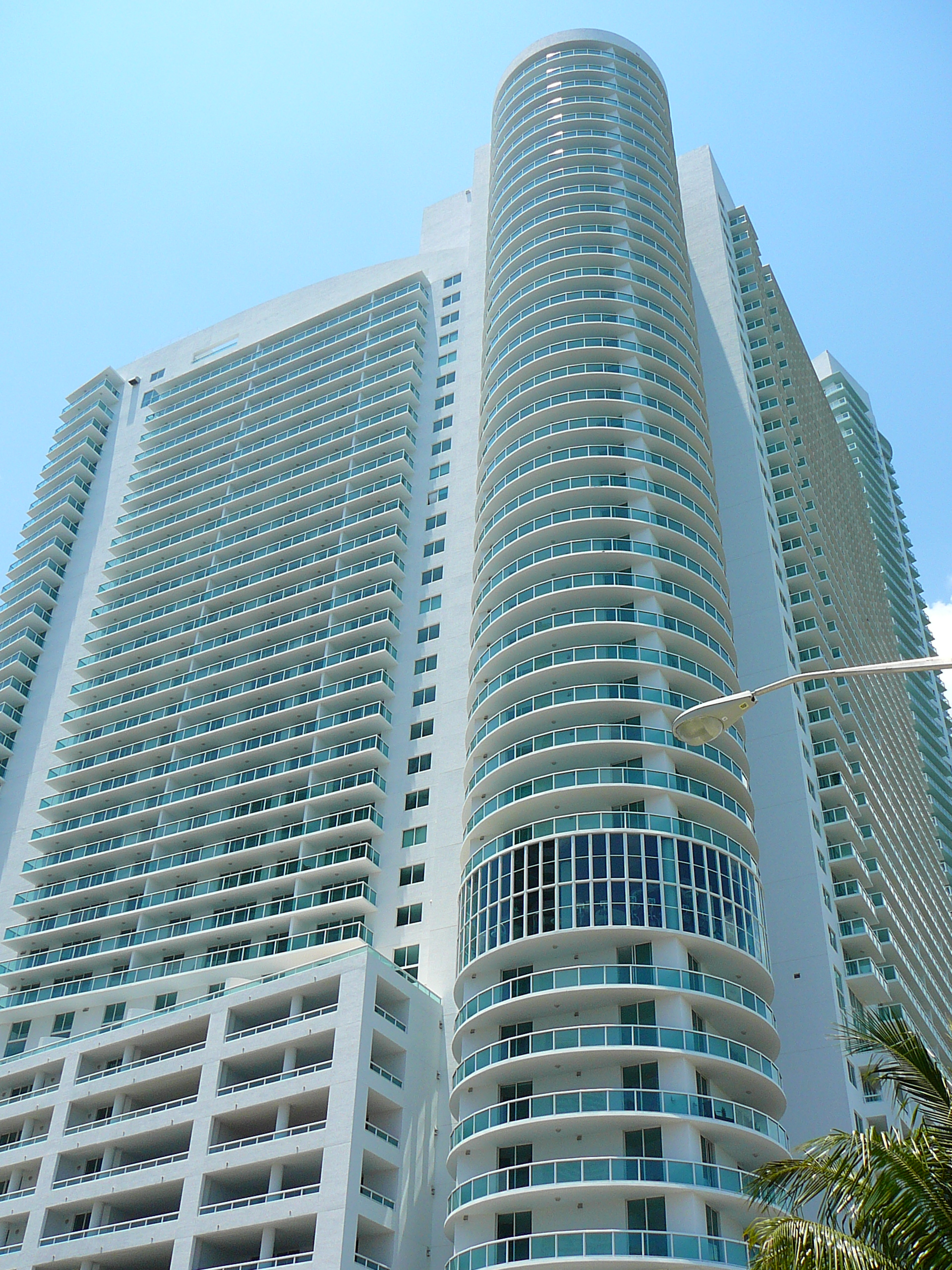
Mayo 2008